# Криль, Хернус
Хернус Криль (англ. Hernus Kriel; 14 ноября 1941, Какамас, Северо-Капская провинция — 5 июля 2015, Panorama, Cape Town, Западно-Капская провинция) — государственный и политический деятель Южно-Африканской Республики (ЮАР). 

## Биография
Родился в 1941 году в Какамасе, Капская провинция.
Занимал должность премьера Западно-Капской провинции с 11 мая 1994 года по 11 мая 1998 года как член Национальной партии, став первым на этой должности. Ранее занимал должность министра правопорядка в правительстве ЮАР при президенте Фредерике Виллеме де Клерке. Стал известен тем, что поставил под сомнение объективность Комиссии истины и примирения и выступил за возвращение смертной казни в ЮАР.
В июне 2000 года перешёл в Демократическую партию, которая опередила Национальную партию по итогам выборов в Национальную ассамблею ЮАР, состоявшихся годом ранее. Однако не получив поддержки от коллегии выборщиков Демократической партии, затем появился в списке кандидатов от небольшой Африканской христианско-демократической партии.
Был женат на Анне-Мари Йоосте. Скончался 5 июля 2015 года в возрасте 73 лет.

## Примечание
1. 1 2 3 4  Hernus J. Kriel // Munzinger Personen (нем.)
2. 1 2  http://www.news24.com/SouthAfrica/News/Ex-law-and-order-minister-Hernus-Kriel-dies-20150706
3. ↑  Who's Who of Southern Africa. — Who's Who of Southern Africa C.C, 1992. — P. 465. — ISBN 0-620-15974-X.
4. ↑  O Malley Archives. Дата обращения: 29 января 2013. Архивировано 7 июля 2015 года.
5. ↑  Premiers on the provincial thrones. Mail & Guardian. 13 мая 1994. Архивировано 9 октября 2019. Дата обращения: 29 ноября 2024.
6. ↑  TUTU REBUKES DE KLERK AND KRIEL FOR CRITICISING THE TRC'S OBJECTIVITY. South African Press Association. 4 ноября 1996. Архивировано 4 марта 2016. Дата обращения: 29 ноября 2024.
7. ↑  Kriel joins DP as Morkel hurries home. Independent Online. 14 июня 2000. Архивировано 4 декабря 2024. Дата обращения: 29 ноября 2024.
8. ↑  Kriel spurned by W Cape DP. News24. 12 сентября 2000. Архивировано 7 апреля 2017. Дата обращения: 29 ноября 2024.
9. ↑  Quintal, Genevieve (6 июля 2015). De Klerk saddened by Kriel's death. News24. Архивировано 3 марта 2016. Дата обращения: 6 июля 2015.